# جنگ دوم افغان و انگلیس
جنگ دوم افغان و انگلیس یک نبرد نظامی میان راج بریتانیا و امارت افغانستان از سال ۱۸۷۸ تا ۱۸۸۰ (۱۲۵۷ تا ۱۲۵۹خ) در زمان فرمانروایی شیرعلی خان بارک‌زایی، پسر امیر دوست‌محمدخان بود. این جنگ بخشی از بازی بزرگ میان امپراتوری‌های بریتانیا و روسیه بود.
این جنگ شامل دو لشکرکشی بود - اولی در نوامبر ۱۸۷۸ (عقرب ۱۲۵۷) با اشغال افغانستان توسط بریتانیا آغاز شد. انگلیسی‌ها به سرعت پیروز شدند و امیر شیرعلی خان را مجبور به فرار کردند. محمدیعقوب خان، جانشین شیرعلی، بی‌درنگ درخواست آشتی کرد و در پی آن معاهده گندمک در ۲۶ مه ۱۸۷۹ (۵ جوزا ۱۲۵۸) بسته شد. انگلیسی‌ها فرستاده و مأموریتی را به رهبری لوئیس چاواگناری به کابل فرستادند اما در ۳ سپتامبر(۱۲ سنبله) فرستاده کشته شد که این رخداد باعث از سرگیری درگیری به دست محمد ایوب خان و کناره‌گیری یعقوب خان شد.

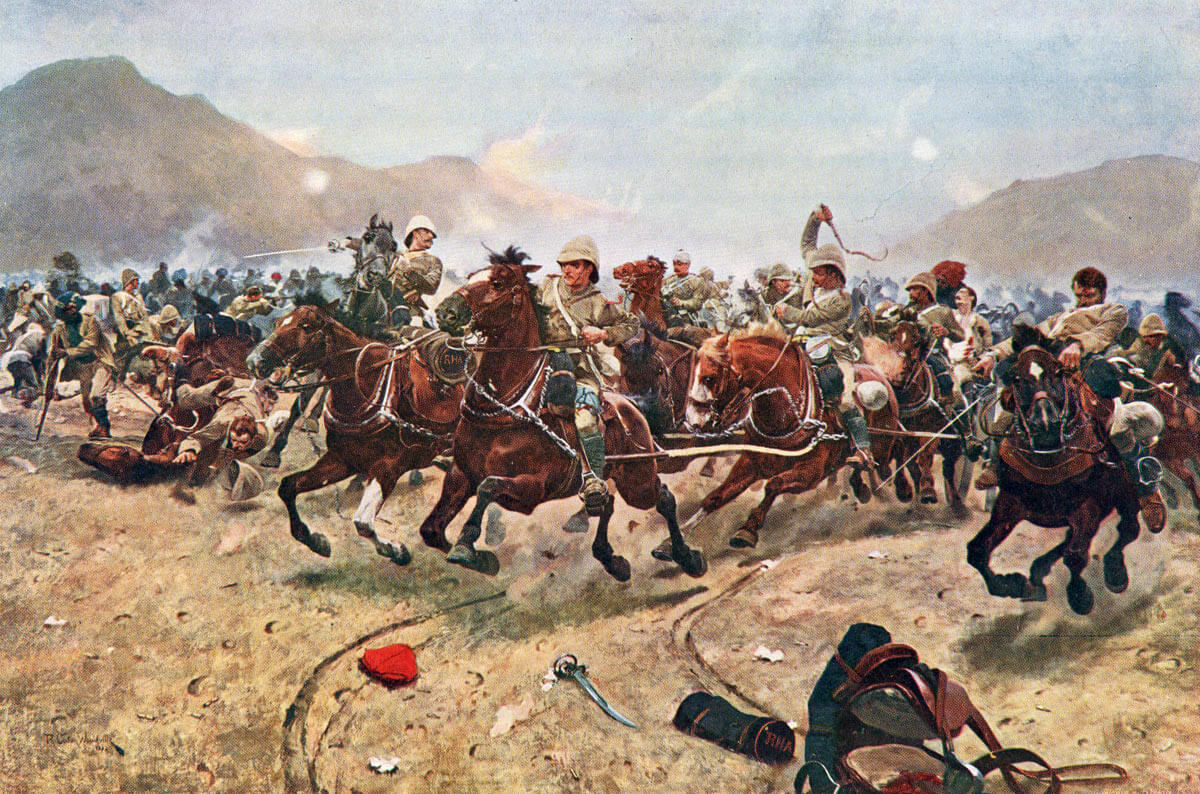
توپخانه اسب سلطنتی انگلیس در حال عقب‌نشینی از نبرد میوند

لشکرکشی دوم در سپتامبر ۱۸۸۰ (سنبله ۱۲۵۹)، هنگامی که انگلیسی‌ها قاطعانه ایوب خان را در قندهار شکست دادند، به پایان رسید. آن‌ها امیر جدیدی به نام عبدالرحمن‌خان را گماشتند که بار دیگر معاهده گندمک را تأیید و تصویب کرد. هنگامی که سربازان انگلیسی و هندی عقب‌نشینی کردند، افغان‌ها پذیرفتند که انگلیس‌ها به تمام اهداف خود برسند و یک منطقه حائل میان راج بریتانیا و امپراتوری روسیه تشکیل دهند.

## زمینه
محمداعظم و محمدافضل برادران شیرعلی و عبدالرحمن، پسر محمدافضل رقیبان شیرعلی بودند و برای کسب قدرت با او چند بار رقابت کردند. محمدافضل و عبدالرحمن پس از شکست از شیرعلی به سمرقند و حاکم بخارا پناه بردند. حمایت روس‌ها از این دو به‌خصوص عبدالرحمان، نگرانی‌هایی را برای بریتانیا درباره‌ی یک مدعی طرفدار روسیه در افغانستان ایجاد کرد. طرفداران محمدافضل در ترکستان شمال افغانستان، با حمایت بخارایی‌ها شورش‌هایی برپا می‌کردند.
پس از پایان تنش‌های روسیه و بریتانیا در اروپا با کنگره‌ی برلین در ژوئن ۱۸۷۸ (سرطان ۱۲۵۷)، روسیه توجه خود را به آسیای مرکزی معطوف کرد. امپراتور روسیه در تابستان همان سال، هیئتی دیپلماتیک و پرتعداد به سرپرستی ستالیتوف بدون دعوت به کابل فرستاد که شیرعلی‌خان تلاش کرد مانع ورود آن شود اما ناموفق بود. پس از ورود روس‌ها به کابل در ۲۲ ژوئیه ۱۸۷۸ (۳۱ سرطان ۱۲۵۷)، بریتانیا نیز خواستار پذیرش هیئت خود شد. هم‌زمان، عبدالله، پسر و ولیعهد شیرعلی درگذشت، و پیام بریتانیا به دلیل عزاداری، با تأخیر به امیر رسید. لیتون، نایب‌السلطنه هند، در سپتامبر (میزان) هیئتی را به کابل فرستاد، اما این هیئت در گذرگاه خیبر بازگردانده شد. بریتانیا ضرب‌الاجلی تا ۲۰ نوامبر (۲۹ عقرب) تعیین کرد و تهدید به جنگ نمود. شیرعلی درست قبل از موعد، فرستاده‌ای را به پیشاور فرستاد، اما پیش از رسیدنش، تهاجم بریتانیا آغاز شده بود.

## مرحله اول
نخستین حمله در نوامبر ۱۸۷۸ (میزان ۱۲۵۷) آغاز شد، زمانی که ارتشی ۵۰ هزار نفری از نیروهای بریتانیایی، عمدتاً هندی، در سه ستون به افغانستان نفوذ کرد. پیروزی بریتانیا در نبردهای علی‌مسجد و پیوار کوتل باعث شد که راه کابل بدون مقاومت باقی بماند. شیرعلی، نگران از این پیشروی، به مزار شریف رفت. او امیدوار بود که ارتش بریتانیا بیش از حد در افغانستان پراکنده شود و قبایل افغان علیه آن‌ها قیام کنند. همچنین، با توجه به زمستان و برف‌گرفتگی هندوکش، امکان پیشروی بریتانیا به سمت شمال ناممکن می‌شد. شیرعلی تلاش کرد از تزار روسیه کمک بگیرد، اما اجازه ورود به خاک روسیه را نیافت و به تسلیم در برابر بریتانیا توصیه شد. او به مزار شریف بازگشت و در ۲۱ فوریه ۱۸۷۹ (۲ حوت ۱۲۵۷) درگذشت.
پیش از رفتن به ترکستان، شیرعلی والیان محبوس چهار ولایت شمالی را آزاد کرد و به آن‌ها وعده بازگشت به حکومت‌شان در صورت کمک علیه بریتانیا داد. اما برخی از آن‌ها، از جمله محمدخان والی سابق سرپل و حسین‌خان والی سابق میمنه، اعلام استقلال کردند. در این بین، ترکمن‌ها نیز حملات گسترده‌ای به ترکستان افغان انجام داده و هزاران زن را به اسارت بردند.
پس از مرگ شیرعلی، بحران جانشینی آغاز شد. پسرش محمدعلی سعی کرد تخت‌پُل را تصرف کند، اما با شورش نیروهایش به دای‌زنگی عقب‌نشینی کرد. در نهایت، یعقوب، پسر دیگر شیرعلی به عنوان امیر جدید اعلام شد و بسیاری از سرداران وفادار به محمدافضل زندانی شدند. پسرش، محمد موسی، تخت‌پُل را تصرف کرد و رهبر شورشیان را به کابل فرستاد و در آنجا اعدام شد. محمد ایوب‌، برادر یعقوب‌، از جانشینی او حمایت کرد، اما در هرات با شورش نیروهای ناراضی مواجه شد. او از مزار شریف درخواست کمک مالی کرد، اما با وجود دریافت پول، نیروهایش شورش کردند و او آن‌ها را به یعقوب ارجاع داد.

## معاهده گندمک
با اشغال کابل توسط نیروهای بریتانیا، یعقوب‌خان، پسر و جانشین شیرعلی، در ۲۶ می ۱۸۷۹ (۵ جوزا ۱۲۵۸) معاهده گندمک را امضا کرد. بر اساس این توافق، در ازای دریافت یارانه سالانه و وعده‌های مبهم کمک در صورت تجاوز خارجی، یعقوب‌خان کنترل سیاست خارجی افغانستان را به بریتانیا واگذار کرد. نمایندگان بریتانیا در کابل و مناطق دیگر مستقر شدند و کنترل آن‌ها بر گذرگاه‌های خیبر و میچنی گسترش یافت. افغانستان همچنین مناطق مختلفی از استان مرزی شمال‌غربی و کویته، از جمله دژ استراتژیک جمرود، را به بریتانیا واگذار کرد. یعقوب‌خان همچنین از هرگونه دخالت در امور داخلی قبیله آفریدی صرف‌نظر کرد. در مقابل، تنها یک یارانه سالانه ۶۰۰ هزار روپیه دریافت کرد و بریتانیا تعهد داد که تمام نیروهای خود را از افغانستان، به‌جز قندهار، خارج کند. با این حال، در ۳ سپتامبر ۱۸۷۹ (۱۲ سنبله ۱۲۵۸)، قیامی در کابل منجر به کشته شدن سر لوئیس کاواناری (Sir Louis Cavagnari)، نماینده بریتانیا، به همراه محافظان و کارکنانش شد و این رویداد، مرحله جدیدی از جنگ دوم افغانستان را رقم زد.

## مرحله دوم
سرلشکر فردریک رابرتز (Frederick Roberts) با هدایت نیروی میدانی کابل از گذرگاه شترگردان وارد مرکز افغانستان شد و در ۶ اکتبر ۱۸۷۹ (۱۴ میزان ۱۲۵۸) اردوی افغانستان را در چهارآسیاب شکست داد. دو روز بعد، او کابل را اشغال کرد. در دسامبر همان سال(نیمه دوم قوس)، محمدجان وردک به همراه ۱۰ هزار جنگجوی افغان قیامی به راه انداخت و نیروهای بریتانیا را در محاصره قرارگاه شیرپور مورد حمله قرار داد. اما پس از شکست حمله مستقیم به نیروهای رابرتز در ۲۳ دسامبر(۲ جدی)، شورش فروپاشید.
یعقوب‌خان، که به همدستی در قتل کاواناری و همراهانش مظنون بود، مجبور به کناره‌گیری شد. بریتانیا گزینه‌های مختلفی برای حل سیاسی اوضاع بررسی کرد، از جمله تجزیه افغانستان میان چندین حاکم یا انتصاب ایوب، برادر یعقوب، اما در نهایت تصمیم گرفتند که عبدالرحمن، پسرعموی او و پسر برادر ناتنی شیرعلی‌خان، را به عنوان امیر منصوب کنند.

## اقدامات عبدالرحمن
عبدالرحمن‌خان در تبعید در ترکستان بود. پس از مرگ شیرعلی‌خان، روس‌ها ابتدا ورود او به افغانستان را نپذیرفتند، اما پس از کناره‌گیری یعقوب‌خان و اشغال کابل توسط انگلیس، اجازه بازگشت یافت. او ابتدا بدخشان را تصرف کرد و سپس بر ترکستان افغان مسلط شد. انگلیسی‌ها که به دنبال امیری مناسب بودند، با او مذاکره کردند. عبدالرحمن که خود را مخالف انگلیس می‌دانست، ابتدا مردد بود اما در ۱۹ ژوئیه ۱۸۸۰(۲۹ سرطان ۱۲۵۹)، انگلیس او را به عنوان امیر افغانستان به رسمیت شناخت و او در کابل به قدرت رسید.

## مقاومت ایوب
ایوب‌خان، که حاکم هرات بود، علیه انگلیسی‌ها شورش کرد و در جولای ۱۸۸۰ (نیمه اول اسد ۱۲۵۹)، نیروهای بریتانیا را در نبرد میوند شکست داد و قندهار را محاصره کرد. اما در ۱ سپتامبر  (۱۱ سنبله)، ژنرال رابرتس با ارتش اصلی بریتانیا از کابل پیشروی کرد و ایوب‌خان را در نبرد قندهار شکست داد، که به پایان شورش او انجامید.

## پیامدها
پس از شکست ایوب‌خان، جنگ رسماً پایان یافت و عبدالرحمن به‌عنوان امیر افغانستان قدرت را به دست گرفت و پیروز واقعی جنگ شناخته شد. انگلیسی‌ها از نگه داشتن قندهار منصرف شده و آن را به افغانستان بازگرداندند. عبدالرحمن معاهده گندمک را تأیید کرد که بر اساس آن، بریتانیا بر سرزمین‌های واگذار شده توسط یعقوب‌خان تسلط یافت. سیاست انتصاب نماینده انگلیسی در کابل کنار گذاشته شد، اما مأموران مسلمان هندی برای هماهنگی بین دو دولت باقی ماندند. همچنین، افغانستان در سیاست خارجی تابع بریتانیا شد و در ازای آن حمایت و یارانه دریافت کرد.
این جنگ هزینه زیادی برای بریتانیا داشت و بیش از ۱۹.۵ میلیون پوند خرج برداشت. عبدالرحمن که در تبعید از سیاست‌های پتر کبیر تأثیر گرفته بود، حکومتی مستبدانه مشابه تزارهای روسیه ایجاد کرد و برخلاف تمایل بریتانیا، خودمختاری خود را حفظ نمود. وی همچنین با انتشار جزواتی مردم را به جهاد علیه انگلیس و روسیه فراخواند. باوجود نارضایتی بریتانیا، آن‌ها چاره‌ای جز حمایت از عبدالرحمن نداشتند.
با این حال، در دوره او دیگر درگیری بزرگی بین افغانستان و هند بریتانیا رخ نداد. در ۱۸۹۳ (۱۲۷۲)، مورتیمر دیورند برای تعیین مرزهای افغانستان و هند بریتانیا و بهبود روابط به کابل فرستاده شد. در ۱۲ نوامبر (۲۱ عقرب)، خط دیورند تعیین شد که منجر به ایجاد ایالت مرزی شمال غرب شد.